# Secolul al XV-lea î.Hr.
(Secolul al XVI-lea î.Hr. - Secolul al XIV-lea î.Hr. - Secolul al XIII-lea î.Hr. - Secolul al XII-lea î.Hr. - Secolul al XI-lea î.Hr. - Secolul al X-lea î.Hr. - Secolul al IX-lea î.Hr. - Secolul al VIII-lea î.Hr. - Secolul al VII-lea î.Hr. - alte secole)

## Evenimente
- 1504 î.Hr. - 1492 î.Hr. : Egipt cucerește Nubia și Levantul.
- 1500 î.Hr. - 1400 î.Hr. : Rigveda a fost compusă
- 1500 î.Hr. - 1400 î.Hr. : Bătălia celor zece împărați din India
- 1500 î.Hr. : Perioada ceramicii Mumun în Coreea
- C. 1490 î.Hr. : Cranaus, legendarul rege al Atenei, este destituit după o domnie de 10 ani de către fiul său adoptiv, Amphictyon din Tesalia, fiul lui Deucalion și Pyrrha.
- 1487 î.Hr. : Amphictyon, fiul lui Deucalion și Pyrrha și legendarul rege al Atenei, moare după o domnie de 10 ani și este urmat de Erichthonius I din Atena, un nepot de Cranaus.
- C. 1480 î.Hr. : Regina Hatsheput  este urmată de  nepotul ei, Thutmosis III. Perioada de cea mai mare expansiune egipteană
- 1457 î.Hr. : Bătălia de la Meghido - forțele egiptene conduse de Thutmose III înving forțele cananite conduse de Regele Kadesh.
- C. 1460 î.Hr. : Kasiții cuceresc Babilonia și fondează o dinastie care durează 576 de ani și nouă luni.
- 1437 î.Hr. : legendarul rege Erichthonius I din Atena, moare după o domnie de 50 de ani și este succedat de fiul lui, Pandion I.
- 1430 î.Hr. - 1160 î.Hr. : noul regat hitit este stabilit
- 1430 î.Hr. - 1178 î.Hr. : Începutul Imperiului Hitit.
- C. 1420 î.e.n. : Creta este cucerită de Micene - începutul perioadei miceniene. Primul Linear B
- 1400 î.Hr. : În Creta se utilizau căști de protecție din bronz (descoperire de la Cnossos).
- 1400 î.Hr. : Palatul lui Minos este distrus de foc.
- C. 1400 î.Hr. : Linear A atinge apogeul de popularitate.
- C. 1400 î.Hr. : orașul caananit Ugarit.
- Micenienii cuceresc Grecia și frontiera cu Anatolia
- Cultura Tumul înflorește.
- Cele mai vechi urme ale civilizației olmece

## Oameni importanți

### Faraoni
- Hatshepsut
- Thutmose III
- Amenhotep II

## Invenții, descoperiri
| Perioada                            | Invenția                                                               | Regiunea      |
| ----------------------------------- | ---------------------------------------------------------------------- | ------------- |
| Dinastia Chang                      | - punerea la punct a tehnicii lăcuitului - primele țesături din mătase | China antică  |
| 1500                                | cărămida emailată                                                      | Egiptul antic |
| 1500 - 1480 (domnia lui Hatshepsut) | - ridicarea obeliscurilor de la Karnak - cadranul solar                | Egiptul antic |
| 1450 - 1400                         | Epoca bronzului                                                        | Scandinavia   |
| 1425                                | apicultura                                                             | Egiptul antic |
| 1415                                | - utilizare atelajelor trase de boi la jug - tehnica irigațiilor       | Egiptul antic |
| 1400                                | începe construcția templului de la Luxor                               | Egiptul antic |
| 1400                                | Epoca bronzului                                                        | China antică  |

## Decenii
| Anii 1490 î.Hr. | Anii 1480 î.Hr. | Anii 1470 î.Hr. | Anii 1460 î.Hr. | Anii 1450 î.Hr. | Anii 1440 î.Hr. | Anii 1430 î.Hr. | Anii 1420 î.Hr. | Anii 1410 î.Hr. | Anii 1400 î.Hr. |